# Rolls-Royce RZ.2
Le Rolls-Royce RZ.2 est un moteur-fusée à ergols liquides britannique propulsant le missile balistique Blue Streak, puis le premier étage du lanceur européen Europa. Il s'agit d'une version construite par Rolls-Royce du moteur américain Rocketdyne S-3D (propulsant le missile PGM-19 Jupiter et le lanceur Juno II).
Le RZ.2 brûle du kérozène et de l'oxygène liquide dans un cycle générateur de gaz. Il fournit une poussée de 836 kN dans le vide (735 kN au niveau de la mer) avec une impulsion spécifique de 282 s (248 s au niveau de la mer).